# Canal de aguas bravas de Zaragoza

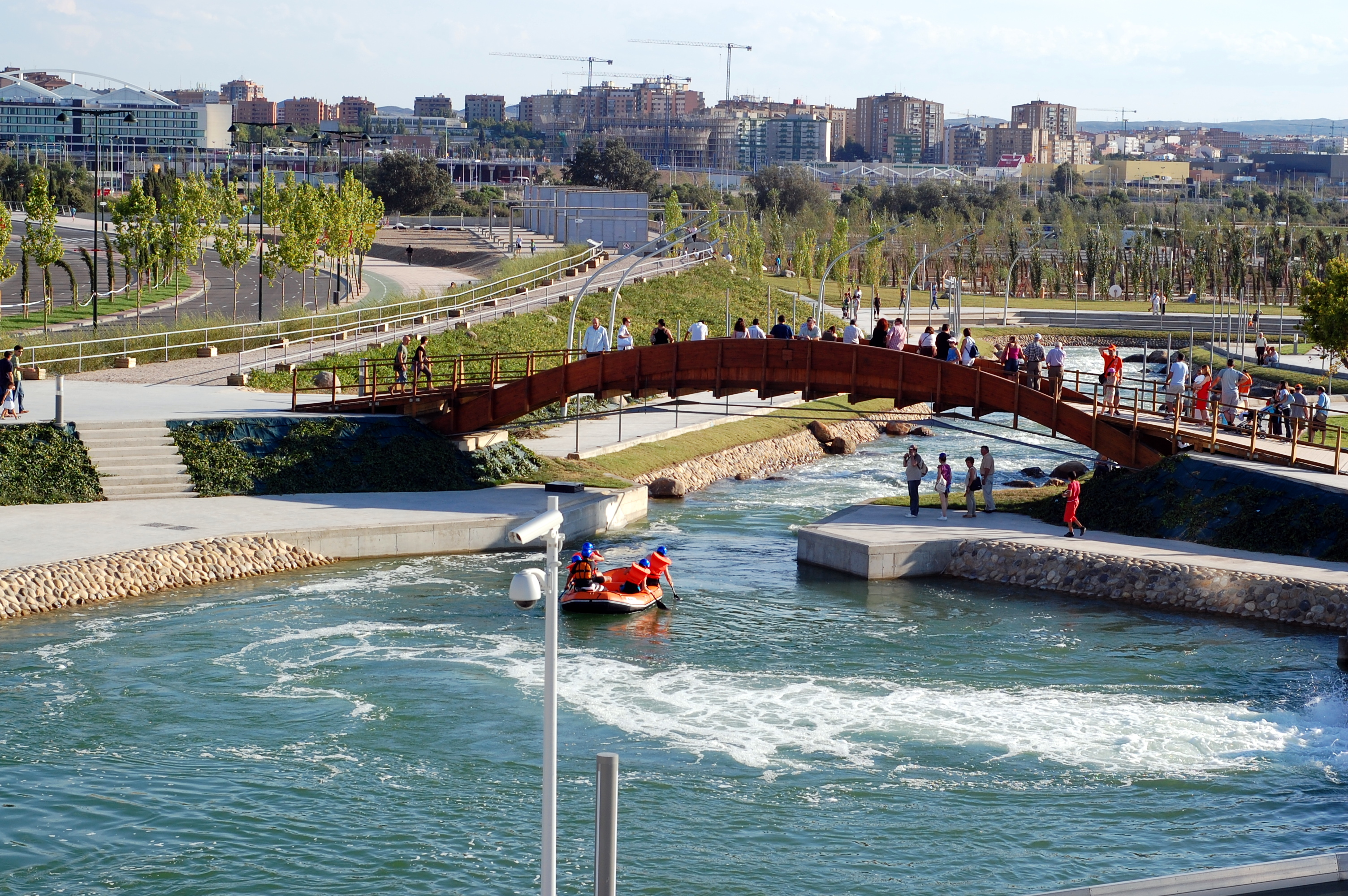
Canal en funcionamiento

El canal de aguas bravas es una de las instalaciones lúdicas puestas en marcha en Zaragoza con motivo de la celebración de la Expo 2008. El canal está situado en el parque fluvial, un terreno anexo al recinto de la Expo y ha sido inaugurado en fase de pruebas en septiembre de 2007. El canal era una de las instalaciones que pretendía servir de desahogo a la exposición internacional en momentos de máxima afluencia de público en que hubiese que llegar a cerrar las puertas.

El canal de aguas bravas ocupa una superficie de cuatro hectáreas y está situado entre la ronda Norte y el zócalo de la Torre del Agua. 

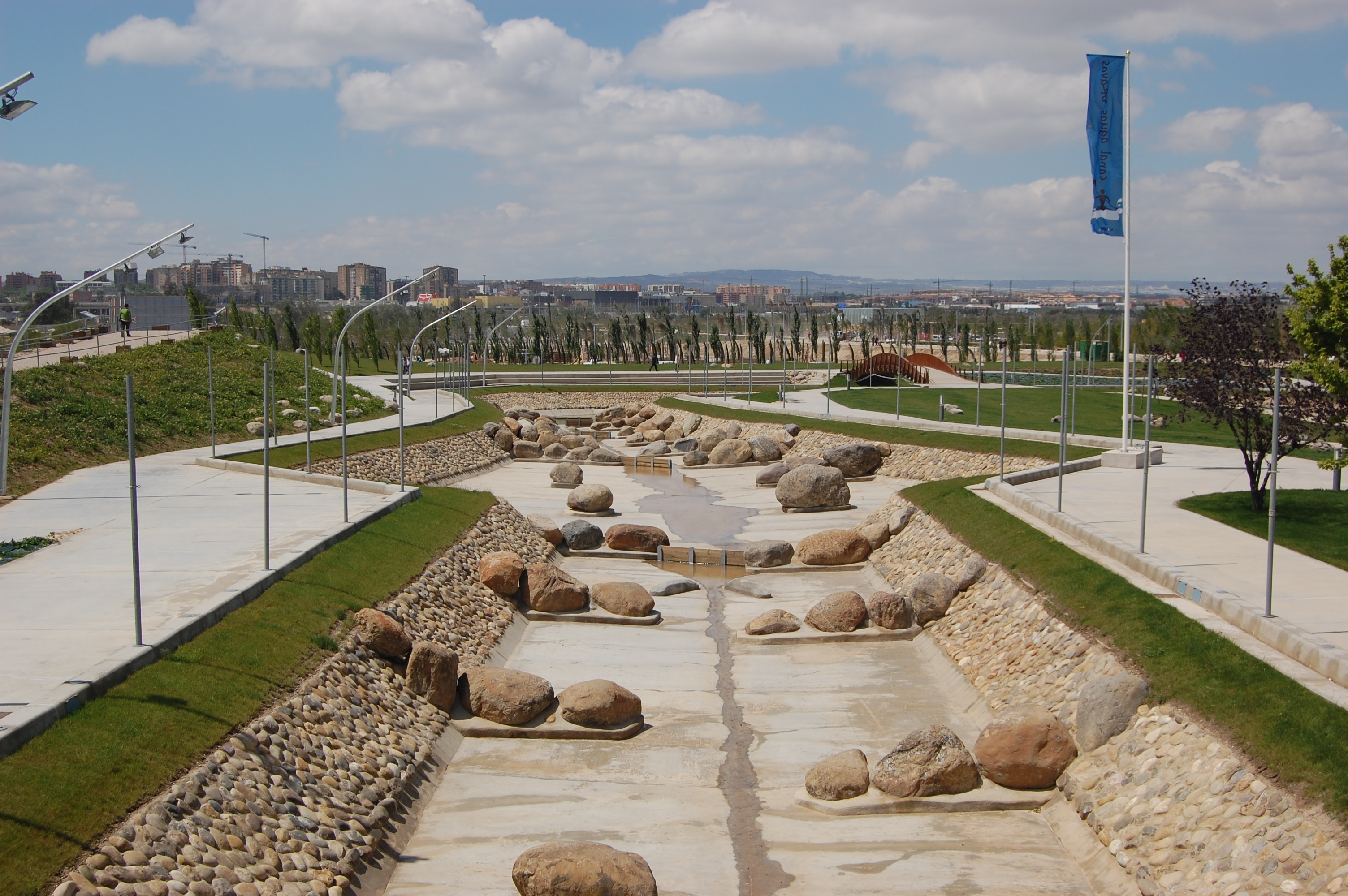
Canal de aguas bravas vacío

Tiene forma de herradura con una longitud de 314 metros y un desnivel de 6 metros. Su recorrido se iniciará en una balsa de 1.400 metros cuadrados y terminará en otra inferior de 7000 metros cuadrados. Sus dimensiones son olímpicas por lo que podría llegar a albergar competiciones internacionales e incluso actuar como subsede olímpica. La ingeniería del canal corrió a cargo de Euroestudios con la participación de los hermanos Ganayet, que diseñaron los canales de aguas bravas de Barcelona 92, Sídney 2000 y Atenas 2004.
El zócalo de la Torre del Agua alberga las instalaciones del canal. El acceso al canal se producirá por su sótano inferior dedicándose el sótano superior a recepción, oficinas y vestuarios.
El canal podrá utilizarse tanto por deportistas profesionales como por usuarios ocasionales. La empresa explotadora Murillo Rafting espera recibir 100.000 usuarios anuales entre practicantes del ráfting, piragüismo, hidrospeed, etc. 